# Wonoboyo (Jogonalan)
Wonoboyo is een bestuurslaag in het regentschap Klaten van de provincie Midden-Java, Indonesië. Wonoboyo telt 3013 inwoners (volkstelling 2010).